# Enneadesmus trispinosus
Enneadesmus trispinosus là một loài bọ cánh cứng trong họ Bostrichidae. Loài này được Olivier miêu tả khoa học năm 1795.